# Грегорич, Михаэль
Михаэ́ль Гре́горич (нем. Michael Gregoritsch; род. 18 апреля 1994[…], Грац) — австрийский футболист, нападающий немецкого клуба «Фрайбург» и сборной Австрии. Участник двух чемпионатов Европы (2020 и 2024).
Отец Михаэля, Вернер — футболист и футбольный тренер.

## Клубная карьера

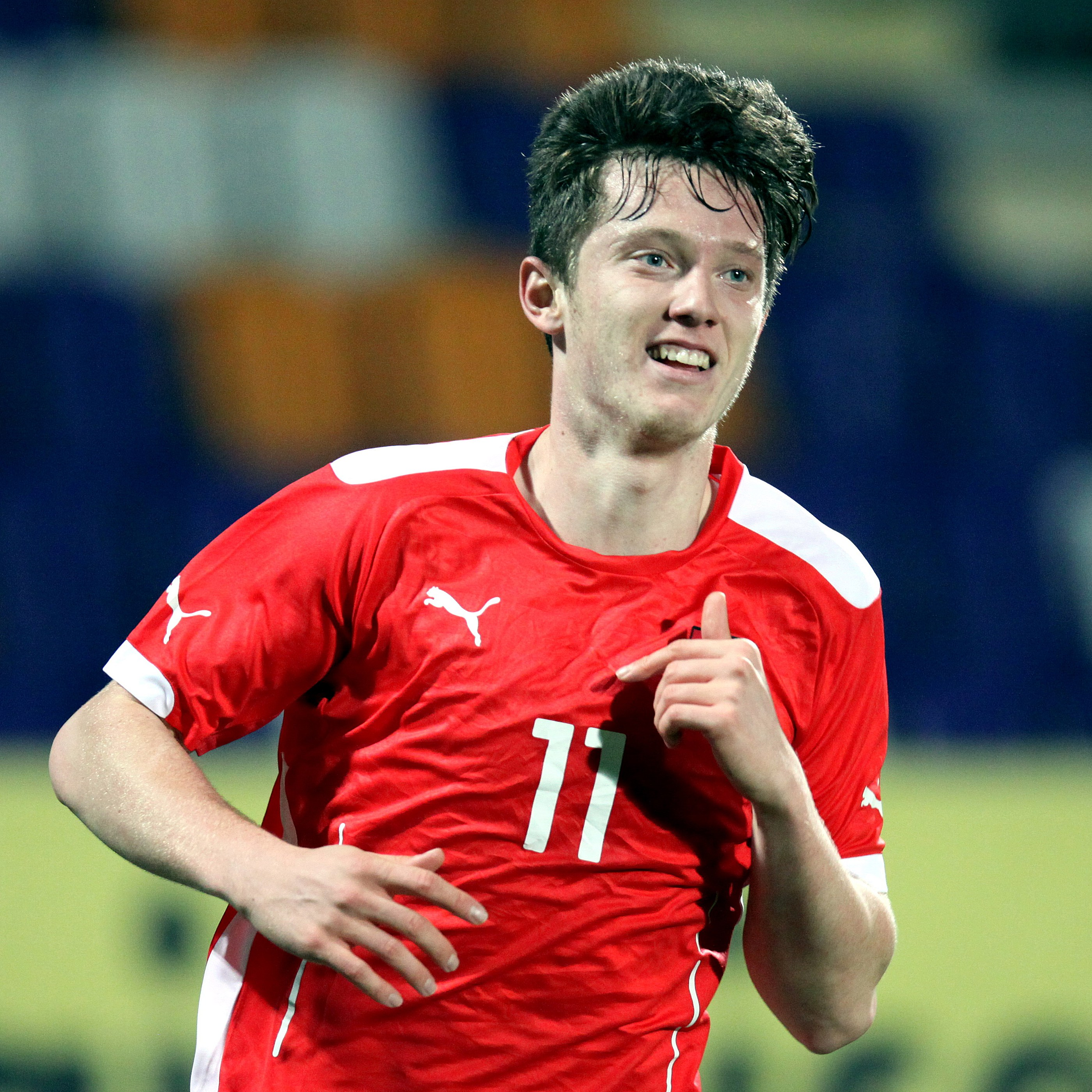
Грегорич в составе сборной Австрии

Грегорич — воспитанник клубов ГАК и «Капфенберг». 14 апреля 2010 года в матче против венской «Аустрии» он в составе последнего дебютировал в австрийской Бундеслиге. В этом же поединке Михаэль забил свой первый гол за «Капфенберг». 
Летом 2011 года Грегорич перешёл в немецкий «Хоффенхайм», но сразу же был отдан в аренду обратно. После возвращения в Германию он некоторое время выступал за команду дублёров, а затем на правах аренды присоединился к «Санкт-Паули». 11 августа 2013 года в матче против «Арминии» Михаэль дебютировал во Второй Бундеслиге. 6 декабря в поединке против «Эрцгебирге» он забил свой первый гол за клуб.
Летом 2014 года Грегорич в третий раз был отдан в аренду, его новым клубом стал «Бохум». 2 августа в матче против «Гройтера» Михаэль дебютировал за новую команду. В поединке против «Франкфурта» он забил свой первый гол за «Бохум». По окончании аренды клуб выкупил права на Грегорича за 500 тыс. евро.
Летом того же года «Бохум» перепродал Михаэля в «Гамбург» за 3 млн евро. 14 августа в матче против «Баварии» он дебютировал в Бундеслиге. 22 сентября в поединке против «Ингольштадт 04» Грегорич забил свой первый гол за «Гамбург». Летом 2017 года Михаэль перешёл в «Аугсбург». В матче против своего предыдущего клуба «Гамбурга» он дебютировал за новую команду. 19 сентября в поединке против «РБ Лейпциг» Грегорич забил свой первый гол за «Аугсбург».
В сезоне 2019/20 Грегорич на правах аренды перешел в «Шальке 04». 17 января в матче против мёнхенгладбахской «Боруссии» он дебютировал за новую команду. В этом же поединке Михаэль забил свой первый гол за «Шальке 04». По окончании аренды он вернулся в «Аугсбург». 
Летом 2022 года Грегорич подписал контракт с «Фрайбургом». 31 июля в матче Кубка Германии против «Кайзерслаутерна» он дебютировал за новую команду. 6 августа в поединке против своего бывшего клуба «Аугсбурга» Михаэль забил свой первый гол за «Фрайбург». В матчах розыгрыша Лиги Европы 2022/2023 против греческого «Олимпиакоса» и французского «Нанта» Михаэль забил три мяча. В матчах розыгрыша Лиги Европы 2023/2024 против «Олимпиакоса», «Ланса» и английского «Вест Хэм Юнайтед» он отметился 5 голами. 

## Международная карьера
5 сентября 2016 года в матче отборочного турнира чемпионата мира 2018 против сборной Грузии Грегорич дебютировал в сборной Австрии, заменив во втором тайме Марко Янко. 27 марта 2018 года в товарищеском матче против сборной Люксембурга он забил свой первый гол за национальную команду.
В 2021 году Грегорич принял участие в чемпионате Европы. На турнире он сыграл в матчах против сборных Украины, Северной Македонии, Италии и Нидерландов. В поединке против македонцев Михаэль забил гол. 
В 2024 году Грегорич во второй раз принял участие в чемпиоанте Европы в Германии. На турнире он сыграл в матчах против сборных Франции, Польши, Нидерландов и Турции. В поединке против турков Михаэль забил гол.

### Голы за сборную Австрии
| #   | Дата             | Место                                       | Противник          | Счёт | Результат | Соревнование                       |
| --- | ---------------- | ------------------------------------------- | ------------------ | ---- | --------- | ---------------------------------- |
| 01. | 27 марта 2018    | Жози Бартель, Люксембург, Люксембург        | Люксембург         | 0:3  | 0:4       | Товарищеский матч                  |
| 02. | 6 сентября 2019  | Ред Булл Арена, Вальс-Зиценхайм, Австрия    | Латвия             | 6:0  | 6:0       | Чемпионат Европы 2020 квалификация |
| 03. | 4 сентября 2020  | Уллевол, Осло, Норвегия                     | Норвегия           | 0:1  | 1:2       | Лига наций УЕФА 2020/2021          |
| 04. | 11 октября 2020  | Уиндзор Парк, Белфаст, Северная Ирландия    | Северная Ирландия  | 0:1  | 0:1       | Лига наций УЕФА 2020/2021          |
| 05. | 13 июня 2021     | Национальный стадион, Бухарест, Румыния     | Северная Македония | 2:1  | 3:1       | Чемпионат Европы 2020              |
| 06. | 29 марта 2022    | Эрнст Хаппель, Вена, Австрия                | Шотландия          | 2:1  | 2:2       | Товарищеский матч                  |
| 07. | 27 марта 2022    | Градски врт, Осиек, Хорватия                | Хорватия           | 0:2  | 0:3       | Лига наций УЕФА 2022/2023          |
| 08. | 24 марта 2023    | Райффайзен Арена, Линц, Австрия             | Азербайджан        | 2:0  | 4:1       | Чемпионат Европы 2024 квалификация |
| 09. | 27 марта 2023    | Райффайзен Арена, Линц, Австрия             | Эстония            | 2:1  | 2:1       | Чемпионат Европы 2024 квалификация |
| 10. | 17 июня 2023     | Стадион короля Бодуэна, Брюссель, Бельгия   | Бельгия            | 0:1  | 1:1       | Чемпионат Европы 2024 квалификация |
| 11. | 7 сентября 2023  | Райффайзен Арена, Линц, Австрия             | Молдова            | 1:1  | 1:1       | Товарищеский матч                  |
| 12. | 12 сентября 2023 | Строберри Арена, Стокгольм, Швеция          | Швеция             | 0:1  | 1:3       | Чемпионат Европы 2024 квалификация |
| 13. | 26 марта 2024    | Эрнст Хаппель, Вена, Австрия                | Турция             | 2:1  | 6:1       | Товарищеский матч                  |
| 14. | 26 марта 2024    | Эрнст Хаппель, Вена, Австрия                | Турция             | 3:1  | 6:1       | Товарищеский матч                  |
| 15. | 26 марта 2024    | Эрнст Хаппель, Вена, Австрия                | Турция             | 4:1  | 6:1       | Товарищеский матч                  |
| 16. | 1 июля 2024      | Ред Булл Арена, Вальс-Зиценхайм, Австрия    | Турция             | 1:2  | 1:2       | Чемпионат Европы 2024              |
| 17. | 13 октября 2024  | Райффайзен Арена, Линц, Австрия             | Норвегия           | 5:1  | 5:1       | Лига наций УЕФА 2024/2025          |
| 18. | 14 ноября 2024   | Центральный стадион, Павлодар, Казахстан    | Казахстан          | 0:2  | 0:2       | Лига наций УЕФА 2024/2025          |
| 19. | 20 марта 2025    | Эрнст Хаппель, Вена, Австрия                | Сербия             | 1:0  | 1:1       | Лига наций УЕФА 2024/2025          |
| 20. | 7 июня 2025      | Эрнст Хаппель, Вена, Австрия                | Румыния            | 1:0  | 2:1       | Чемпионат мира 2026 квалификация   |
| 21. | 10 июня 2025     | Олимпийский стадион, Серравалле, Сан-Марино | Сан-Марино         | 0:2  | 0:4       | Чемпионат мира 2026 квалификация   |

| №  | Дата             | Оппонент             | Счёт | Голы | Пасы | Карточки | Минуты | Соревнование             |
| -- | ---------------- | -------------------- | ---- | ---- | ---- | -------- | ------ | ------------------------ |
| 1  | 5 сентября 2016  | Грузия               | 2:1  | —    | —    | —        | 13'    | Отбор ЧМ-2018 (группа D) |
| 2  | 28 марта 2017    | Финляндия            | 1:1  | —    | —    | —        | 18'    | Товарищеский матч        |
| 3  | 11 июня 2017     | Ирландия             | 1:1  | —    | —    | —        | 1'     | Отбор ЧМ-2018 (группа D) |
| 4  | 2 сентября 2017  | Уэльс                | 0:1  | —    | —    | —        | 12'    | Отбор ЧМ-2018 (группа D) |
| 5  | 6 октября 2017   | Сербия               | 3:2  | —    | —    | —        | 8'     | Отбор ЧМ-2018 (группа D) |
| 6  | 23 марта 2018    | Словения             | 2:1  | —    | —    | —        | 21'    | Товарищеский матч        |
| 7  | 27 марта 2018    | Люксембург           | 4:0  | 59′  | —    | —        | 75'    | Товарищеский матч        |
| 8  | 6 сентября 2018  | Швеция               | 2:0  | —    | —    | —        | 31'    | Товарищеский матч        |
| 9  | 11 сентября 2018 | Босния и Герцеговина | 0:1  | —    | —    | —        | 72'    | Лига наций 18/19 (В)     |
| 10 | 15 ноября 2018   | Босния и Герцеговина | 0:0  | —    | —    | —        | 23'    | Лига наций 18/19 (В)     |
| 11 | 18 ноября 2018   | Северная Ирландия    | 2:1  | —    | —    | —        | 71'    | Лига наций 18/19 (В)     |
| 12 | 6 сентября 2019  | Латвия               | 6:0  | 84′  | —    | —        | 21'    | Отбор ЧЕ-2020 (группа G) |
| 13 | 9 сентября 2019  | Польша               | 0:0  | —    | —    | —        | 1'     | Отбор ЧЕ-2020 (группа G) |
| 14 | 10 октября 2019  | Израиль              | 3:1  | —    | 1    | —        | 8'     | Отбор ЧЕ-2020 (группа G) |
| 15 | 13 октября 2019  | Словения             | 1:0  | —    | —    | —        | 83'    | Отбор ЧЕ-2020 (группа G) |

Итого: сыграно матчей: 15 / забито голов: 2; победы: 9, ничьи: 4, поражения: 2.